# Nikon GP-1

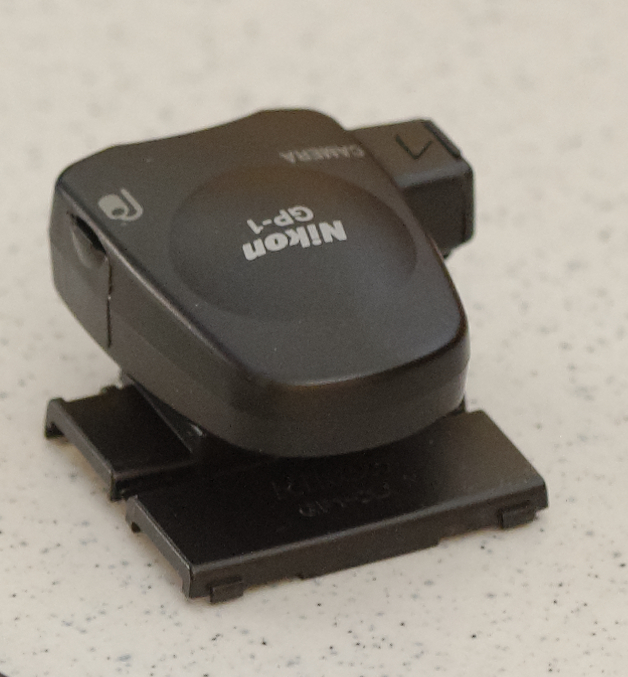
Nikon GP-1

Der Nikon GP-1 oder neu nun Nikon GP-1A ist ein GPS-Empfänger von Nikon zur Erfassung der geographischen Position (Längen- und Breitengrad) im NMEA-Format, welche dann in den Exif-Daten des Bildes gespeichert werden. Die Möglichkeit, die Richtung der Kamerahaltung zu bestimmen, wird nicht genutzt. Der Empfänger ist spätestens seit dem 7. Juli 2022 nicht mehr bei Nikon verfügbar.

## Technische Daten
Der Empfänger bietet 18 SBAS-kompatible Empfangskanäle. Die Empfangszeit beim Einschalten beträgt bis zu 45 Sekunden. Die Aktualisierungsrate ist sekündlich. Die GPS-Genauigkeit liegt bei horizontal 10 m RMS. Die Betriebstemperatur liegt zwischen 0 und 40 Grad Celsius. Das Gewicht beträgt 24 g. Der Empfänger verfügt über keine eigene Stromversorgung, diese erfolgt über den Akku der Kamera.

## Status

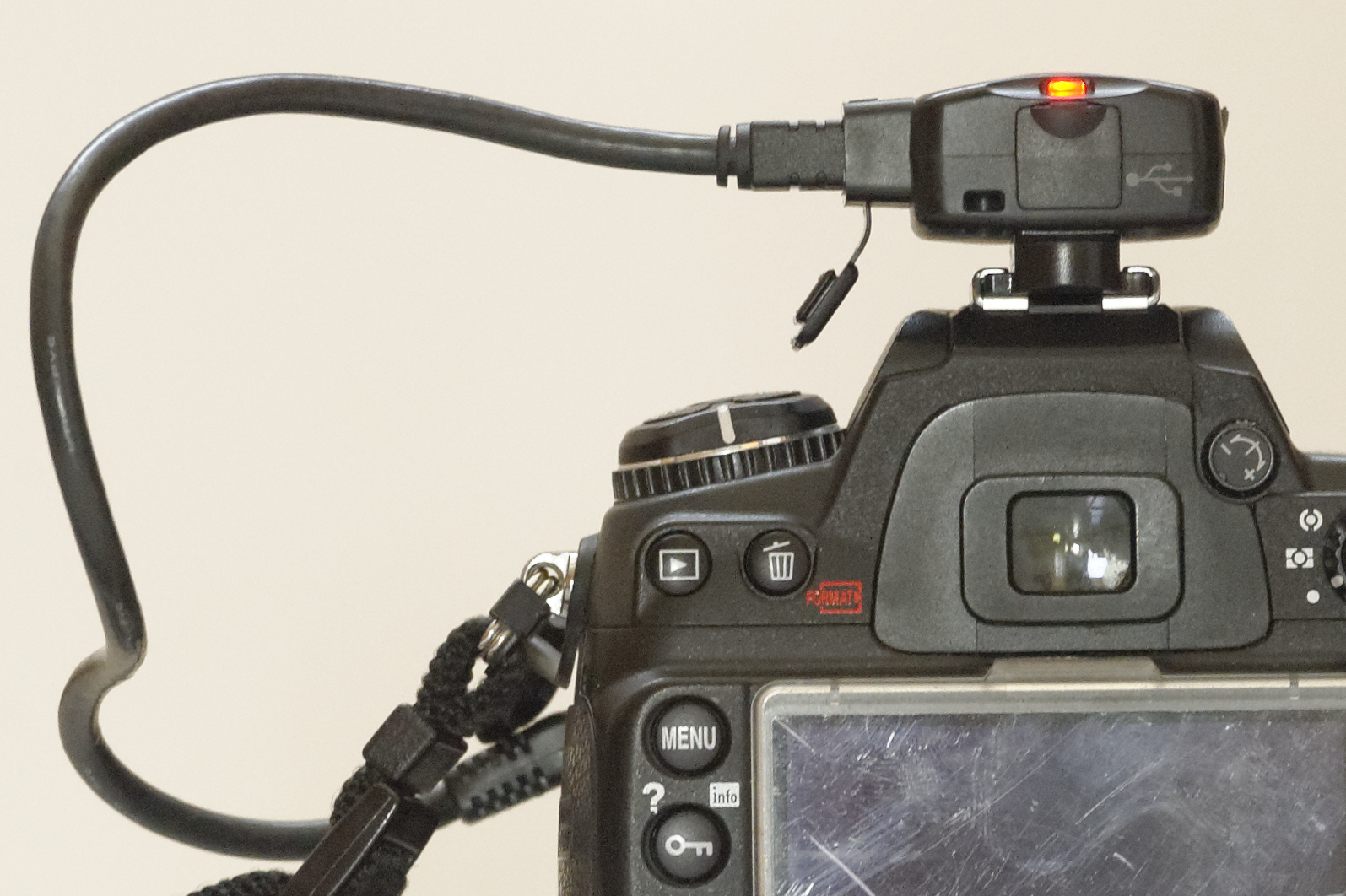
Blinkende rote LED, GP-1 auf einer D300

Eine LED gibt den Status des Systems an.
- Blinkt rot – GPS-Daten werden nicht aufgenommen
- Blinkt grün – es konnten drei Satelliten erkannt werden und GPS-Daten werden aufgenommen
- Grün – es konnten drei oder mehr Satelliten erkannt werden und GPS-Daten werden präzise aufgenommen

## Kompatibilität
Der GP-1 ist kompatibel zu:
- Nikon COOLPIX P7700
- Nikon D90 via CA90-Kabel
- Nikon D3100 via CA90-Kabel
- Nikon D3200
- Nikon D3300
- Nikon D5000 via CA90-Kabel
- Nikon D5100 via CA90-Kabel
- Nikon D5200
- Nikon D5300
- Nikon D5500
- Nikon D7000 via CA90-Kabel
- Nikon D7100
- Nikon D7200
- Nikon D200
- Nikon D300
- Nikon D300s
- Nikon D500
- Nikon D600
- Nikon D610
- Nikon D700
- Nikon D750
- Nikon D800
- Nikon D800E
- Nikon D810
- Nikon D850
- Nikon D2Hs
- Nikon D2X
- Nikon D2Xs
- Nikon D3
- Nikon D3s
- Nikon D3X
- Nikon D4
- Nikon D4S
- Nikon D5
- Nikon Df

## Anschlüsse
Der GP-1 hat folgende Anschlüsse:
- USB zum Anschluss an einen PC
- Zubehöranschluss für den Kabelfernauslöser MC-DC2
- Halterung für den Blitzschuh
- Anschluss für Signal zur Kamera via CA10- oder CA90-Kabel

sowie
- Öse für Trageriemen